# Oumoul Khairy Thiam
Pour les articles homonymes, voir Thiam.
Oumoul Khairy Thiam, née dans la localité de Galoya Toucouleur à Podor, dans la région de Saint-Louis du Sénégal le 3 février 1990, est une joueuse sénégalaise de basket-ball .

## Parcours scolaire
Oumoul Khairy Thiam entame ses études à l'École Émile Sarr, située dans le quartier Nord de la ville de Saint-Louis. À la fin de ses études primaires, elle entre au Lycée des jeunes filles d'Ameth Fall de Saint-Louis où elle décroche son baccalauréat en 2008. En 2009, elle obtient une bourse entière pour poursuivre ses études aux États-Unis. Elle obtient son diplôme après 4 années d'étude, en 2013.

## Carrière
Oumoul khairy Thiam a été formée à l'école de basket-ball Mborika Fall , où elle se fait remarquer avant de rallier le nord à Saint-Louis Basket Club (SLBC) en 2005. Elle réalise le doublé Coupe-Championnat avec la SLBC lors de la saison 2007/2008, où elle fut nommée révélation de l'année, avant de poursuivre sa carrière professionnelle aux États-Unis. Elle fut sélectionnée pour la première fois en équipe nationale en 2013, à côté de son idole Mame Diodio Diouf lors de l'Afrobasket à Maputo, au Mozambique .

## Palmarès

### Sélection nationale
- Championnat d'Afrique de basket-ball féminin
  -  Médaille de bronze du Championnat d'Afrique en 2013
  -  Championne d'Afrique en 2015
  -  Vice-championne d'Afrique en 2017